# Gordan Mihić
Gordan Mihić (serbe en écriture cyrillique : Гордан Михић), né le 19 septembre 1938 à Mostar et mort le 11 août 2019 à Belgrade, est un dramaturge serbe connu pour son travail sur les scénarios de films de Chat noir, chat blanc, Le Temps des Gitans, Balkan Express et pour les séries télévisées Otvorena vrata et Kamiondžije.

## Biographie
Essentiellement scénariste, il a toutefois réalisé quatre films et une mini-série.
Gordan Mihić est marié à l'actrice Vera Čukić (sh) (1938-) avec qui il a une fille, Ivana Mihić (sh) (1970), également actrice.

## Filmographie

### Réalisation
- 1970 : Les corneilles (Vrane)[2], co-scénarisé avec Ljubiše Kozomara (1934-1984)[3]
- 1975 : Prijatelji
- 1978 : Sva cuda sveta (téléfilm)
- 1979 : Srećna porodica
- 1982 : Srećna porodica (mini-série)
- 1995 : Terasa na krovu

### Scénariste
- 1976 : Čuvar plaže u zimskom periodu de Goran Paskaljević
- 1977 : Pas koji je voleo vozove de Goran Paskaljević
- 1983 : Balkan Express de Branko Baletić
- 1984 : Mes amours de 68 (Varljivo leto '68) de Goran Paskaljević
- 1992 : Tango argentino de Goran Paskaljević
- 1995 : L'Amérique des autres (Someone Else's America) de Goran Paskaljević

## Récompenses et distinctions
- (en) Gordan Mihić: Awards, sur l'Internet Movie Database